# Búnquers d'Arcavell
Els Búnquers d'Arcavell són uns búnquers catalogats com a monument del municipi de les Valls de Valira, inclosos en l'Inventari del Patrimoni Arquitectònic de Catalunya.

## Descripció
A prop del poble d'Arcavell, vigilant l'antic accés de muntanya des d'Andorra, hi ha un seguit de búnquers construïts per ordre del general Franco. Els búnquers són edificacions independents de formigó armat, amb un accés posterior, volta rebaixada i diverses obertures rectangulars per vigilar l'entorn. L'interior és molt senzill, amb alguns buits a la paret que havien de servir d'armari. El passadís d'entrada forma una L per evitar el foc enemic exterior. Tots els búnquers d'Arcavell segueixen la mateixa tipologia.

## Història
Búnquers construïts un cop finalitzada la Guerra Civil, entre el 1944 i 1947 per protegir Espanya d'un possible atac dels aliats durant la Segona Guerra Mundial. El conjunt de búnquers que protegeixen el Pirineu es coneixen com a línia P.